# Marly-Gomont
Marly-Gomont es una comuna francesa situada en el departamento de Aisne, de la región de Alta Francia.

## Geografía
Está ubicada a 11 km al noroeste de Vervins.

## Demografía
| 614 | 551 | 507 | 420 | 464 | 429 | 418 | 457 |
| Para los censos de 1962 a 1999 la población legal corresponde a la población sin duplicidades (Fuente: INSEE [Consultar]) |     |     |     |     |     |     |     |